# Frei Inocêncio
Frei Inocêncio – miasto i gmina w Brazylii, w stanie Minas Gerais. Znajduje się w mikroregionie Governador Valadares.